# School Shooter: North American Tour 2012
School Shooter: North American Tour 2012 er et first-person shooter spil modifikation til Half-Life 2, udviklet af Checkerboarded Studios i samarbejde med METOKUR.

## Plot
Målet med spillet er at myrde studerende, lærere, og personale. I sidste ende er spilleren tvunget til at begå selvmord, før han bliver fanget af de retshåndhævende myndigheder. Våbnene er modelleret efter dem, der blev anvendt af Eric Harris og Dylan Klebold og Seung-Hui Cho.

## Kontroverser
Spillet har fået kritik af forældre og pædagoger for sit udgangspunkt, og bliver ofte sammenlignet med skoleskyderierne på Columbine High School og Virginia Tech . Siden dengang, er spillet ikke længere muligt at downloade fra Moddb. Spillet vil blive frigivet på dets officielle hjemmeside, når det er færdigudviklet. Spillet vil blive bedømt M af ESRB ligesom Half-Life 2.

## Cancellation
Pr. 2017, er spillets hjemmeside dødt efter fem år uden nogle opdateringer. Projektet er sandsynligvis dødt.